# 蒎烷
蒎烷是一种有机化合物，化学式为C10H18，它存在手性的顺反异构体，可由蒎烯的催化氢化制得：
它在空气中可以被氧化为氢过氧化物：